# Hypovertex mirabilis
Hypovertex mirabilis är en kvalsterart som beskrevs av Krivolutsky 1969. Hypovertex mirabilis ingår i släktet Hypovertex och familjen Scutoverticidae. Inga underarter finns listade i Catalogue of Life.